# František Josef Kraus
František Josef Kraus, křtěný František (14. června 1904 Hodolany - 1. listopadu 1976 Olomouc), byl český akademický malíř, grafik a středoškolský pedagog.

## Život
František Kraus se narodil v Hodolanech v rodině strojníka Františka Krause a jeho ženy Eleonory rodem Řezníčkové, dcery zednického mistra v Kožušanech. Od raného mládí projevoval František značné umělecké vlohy, po vychození hodolanské obecné a měšťanské školy, dále studoval reálné gymnázium v Lipníku a poté odešel za dalším, nyní již uměleckým školením.
Svojí uměleckou dráhu zahájil František Kraus zprvu studiem v Brně na VUT, oborem architektury u profesorů Hlavici a Krále. Později zakotvil v Praze, kde se v roce 1928 vzdělával na ČVUT u prof. Blažíčka a následně pokračoval v letech 1932-1934 ve studiích na malířské akademii pod vedením prof. Františka Šimona a jeho tehdejšího asistenta Cyrila Boudy. Po ukončení akademického studia pak od roku 1934 vyučoval výtvarné obory na reálném gymnáziu v Kroměříži. Předtím se však v roce 1931 oženil se Zdenkou Fuskovou. V dalších letech si ještě prohluboval své umělecké dovednosti na soukromých studijních pobytech v Paříži, Bruselu a Mnichově a absolvoval studijní cesty po celé Evropě a Severní Africe, kde nacházel inspiraci pro svou celoživotní tvorbu. František Josef Kraus zemřel v Kroměříži roku 1976.
František Josef Kraus byl převážně známý svými malbami krajiny, architektury a chrámových interiérů. Jeho spolupráce se spisovatelem Jindřichem Spáčilem vyústila v roce 1935 půvabným tiskem Jaro v Podzámecké zahradě kroměřížské, který Kraus doprovodil jemnými kresbami. V roce 1939 vytvořil soubor pohlednic s kroměřížskou tematikou. Rovněž jej poutalo přátelství se spisovatelem Jaromírem Tomečkem, jemuž v roce 1944 ilustroval jeho prvotinu Vuní se směje. 

## Výstavy

### Autorské
- 1941/1942 František Josef Kraus, Topičův salon, Praha
- 1958 František Josef Kraus: Práce z posledních let, Prostějov, Prostějov
- 1959 F. J. Kraus, Malá galerie prodejny Dílo, Olomouc
  - F. J. Kraus, Kabinet umění, Brno
- 1970 František Josef Kraus: Obrazy, Muzeum Krnov, Krnov
- 1971 F. J. Kraus, Oblastní galerie výtvarného umění v Olomouci, Olomou
- 1975 F.J.Kraus: K životnímu jubileu 70 let, Krajské muzeum, Olomouc
- 1979 F. J. Kraus: Obrazy, Galerie Dílo, Olomouc
- 1979/1980 František J. Kraus, Vlastivědné muzeum, Olomouc
- 1992 František Josef Kraus, Muzeum Kroměřížska, Kroměříž

### Kolektivní
- 1938 III. Zlínský salon, Studijní ústav, Zlín
- 1939/1940 Národ svým výtvarným umělcům, Pavilon Aleš, Brno
- 1943 Hosté Mánesa 1943, Mánes, Praha
- 1950 Výtvarní umělci olomouckého kraje v boji za mír a socialismus, Dům umění, Olomouc
- 1958 Členská výstava obrazů, grafiky, soch, užitého umění a architektury, Dům umění, Olomouc
- 1959 Moravská grafika, Kabinet grafiky, Brno
  - Výstava moravských výtvarníků, Dům umění města Brna, Brno
- 1970 Členské výstavy olomouckých výtvarníků k 25. výročí osvobození ČSSR, Dům umění, Olomouc
- 1971 Výtvarné umění Olomoucka 1921 - 1971: Výstava k 50. výročí KSČ, Dům umění, Olomouc
- 1981 Ex libris olomouckých výtvarníků, Památník, Olomouc
- 1985 Přírůstky 1982-1984, Kabinet grafiky, Olomouc